# Patempuran
Patempuran is een bestuurslaag in het regentschap Jember van de provincie Oost-Java, Indonesië. Patempuran telt 5172 inwoners (volkstelling 2010).